# 約翰內斯·施坦因霍夫
約翰內斯·施坦因霍夫（德語：Johannes Steinhoff，1913年9月15日—1994年2月21日）是第二次世界大戰時德國空軍的王牌飛行員，戰後在西德聯邦國防軍空軍擔任要職。二戰期間共擊落敵機176架，也是首批以Me 262噴氣戰鬥機執行作戰任務的飛行員之一，戰爭後期是第44噴氣戰鬥機聯隊（Jagdverband 44）的隊員。

## 生平

### 早年
約翰內斯·施坦因霍夫在德國圖林根罗斯莱本的保登道夫（Bottendorf）出生。二戰前他一直希望能夠在大學當教師，但一直未能如願。1934年毅然加入德國海軍，當了1年海軍飛行培訓生。1935年他加入戈林接掌的德國空軍，完成訓練後派到第26聯隊服役。

### 第二次世界大戰
他首次作戰經驗在1939年，在威廉港上空擊落了數架正在轟炸沿岸工業地區的英國皇家空軍惠靈頓轟炸機，當時他是第26聯隊第10中隊的中隊長（Staffelkapitän）。1940年2月，他調派到第52聯隊第4中隊，並參與了入侵法國和不列顛空戰的戰事。不列顛空戰完結時，他的戰績達到6架。史坦霍夫把自己的經驗授予一些新進飛行員，使他們變成有經驗和技術的熟練飛行員。
1941年6月，第52聯隊參與了入侵蘇聯的行動，成為德國空軍戰績最高的聯隊之一，史坦霍夫在入侵的第1個月就擊落了28架蘇聯飛機。1943年3月，史坦霍夫獲委任為駐地中海地區的第77聯隊長（Geschwaderkommodore）。上任不久後史坦霍夫就被擊中，作了戰爭以來第一次，也是唯一一次跳傘。
1944年7月28日，史坦霍夫獲授橡葉帶劍騎士鐵十字勳章。1944年10月加入第一個噴氣戰鬥機的實戰部隊—諾佛特尼飛行隊（Kommando Nowotny），12月調往第7聯隊任聯隊指揮官，當時官拜上校（Oberst）。第7聯隊配備Me 262噴氣戰鬥機，史坦霍夫可以隨他所好挑選中隊長，包括海茵茨·貝爾（Heinz Bär）和格爾哈德·巴克霍隆。執行地板行動期間傷亡慘重，史坦霍夫與其他主要飛行員群起反對德國空軍最高統帥部，矛頭直指赫爾曼·戈林。史坦霍夫的指揮職務隨後解除。 
1945年初，史坦霍夫與阿道夫·加蘭德調派到第44戰鬥隊。史坦霍夫負責說服一些王牌飛行員加入聯隊。1945年4月18日，當時共為聯隊取得6架戰績，在一次起飛途中，其Me 262起落架輪胎爆裂後撞毀。施坦因霍夫嚴重燒傷，留院兩年。其後接受了一連串整形手術。
戰爭期間他共執行993次任務擊落176架敵機，152架於東線擊落，12架在西線，12架在地中海。被擊落12次，只有1次要跳傘逃生。

### 戰後

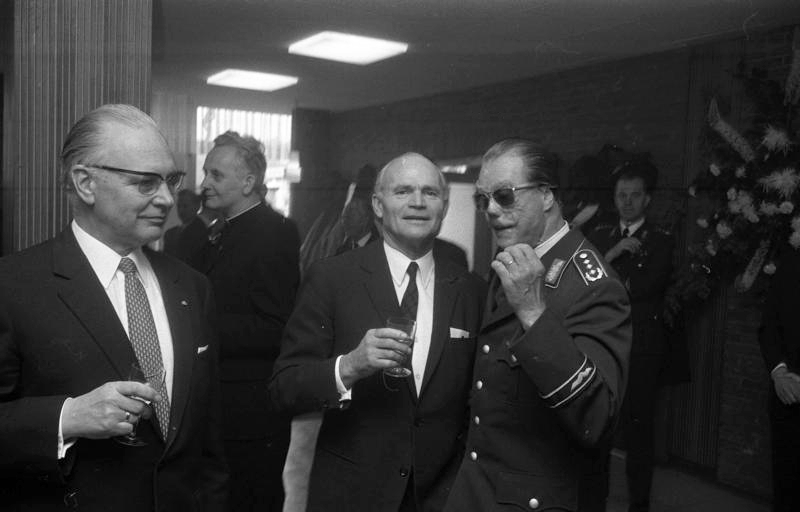
約翰內斯·施坦因霍夫在北約

戰後，他負責西德空軍的重建工作，軍銜上將。1965年至1966年間擔任盟軍中歐空軍總司令和參謀總長。1966年至1970年間擔任西德空軍總監。1971年至1974年間擔任北約軍事委員會主席。1974年退休。
他在戰後取得聯邦十字勳章、軍功勳章、法國榮譽軍團勳章等許多獎項。德国空军第73战术联队以他的名字命名。
著有《最後一刻》一書（ISBN 1574888633）描述反對戈林的事件。

## 外部連結
- https://web.archive.org/web/20050921014944/http://history1900s.about.com/library/prm/bljohannessteinhoff1.htm
- 訪問約翰內斯·施坦因霍夫記錄 （页面存档备份，存于）